# KB Mashinostroyeniya
KB Mashinostroyeniya, abrégé KBM (en russe : КБ Машиностроения, КБМ), est une entreprise de défense d'État ainsi qu'un centre de recherche et développement scientifique et de conception spécialisé dans les systèmes de missiles. Il est situé à Kolomna, dans l'oblast de Moscou, en Russie. KBM fait partie de la société d'État Rostec.
KBM est fondée le 11 avril 1942 par l'arrêté 1576 du Comité d'État à la Défense pour les conceptions de mortiers. Ses principaux concepteurs sont Sergueï Nepobedimi et Andranik Ter-Stepaniyan. Son premier chef est Boris Chavyrine. 
L'entreprise reçoit l'ordre de Lénine et l'ordre du Drapeau rouge du Travail. 
Historiquement nommée SKB-101 ou SKB-GA (en russe : Специальное конструкторское бюро гладкоствольной артиллерии, СКБ ГА), l'entreprise est également parfois connue sous le nom de Kolomna Mechanical Engineering Design Bureau.
La société fait partie du groupe High Precision Systems.

## Produits

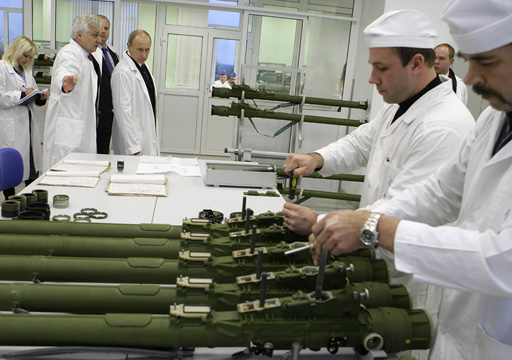
Vladimir Poutine en visite à KB Mashinostroyeniya en 2009

KBM produit plus de 80 % de tous les types de mortiers en URSS. La société conçoit également les produits suivants ainsi que les missiles de dernière génération :
- Systèmes de défense antiaérienne
  - Système de défense aérienne automoteur Gibka-S[réf. nécessaire]
- Fusils antichars sans recul B-10 et B-11
- Systèmes de défense aérienne portables
  - 9K333 Verba / Verba
  - 9K38 Igla (SA-18 « Grouse ») / Игла
  - 9K32 Strela-2 et 9K32M Strela-2M (SA-7 et SA-7b « Graal ») / Стрела-2
  - 9K34 Strela-3 (SA-14 « Gremlin ») / Стрела-3
  - Djigit / Джигит
  - Strelets / Стрелец
- Systèmes de missiles antichars
  - Chmel
  - Malyutka (AT-3 « Sagger ») / Малютка
  - 9M114 Chtourm (AT-6 « Spirale ») / Штурм
  - 9M120 Ataka (AT-9 « Spiral-2 ») / Атака
  - 9M123 Khrizantema (AT-15 « Springer ») / Хризантема
- Missiles balistiques
  - R-400 Oka / Ока
  - OTR-21 Totchka / ОТРК Точка, Точка-У
  - Iskander, Iskander-M, Iskander-E / ОТРК Искандер, Искандер-М, Искандер-Э
- Systèmes de protection active :
  - KAZ Arena, Arena-E Arena-Э